# Michael Albert
Michael Albert, född 1836 i Trappold, död 1893, var en siebenbürgisk skald.
Albert var lärare i Schässburg 1861, efterbildade Friedrich Rückerts och Heinrich Heines lyrik, skrev dramer och folkliga berättelser (Altes und Neuses Siebenbürgische Erzählungen (1890) med flera ).